# Паракимомен
Паракимоменът (на гръцки: παρακοιμώμενος, в превод „този, който спи до императора“) е дворцова длъжност във Византийската империя, предоставяна на личния служител и охранител на владетеля. Първите сигурни данни за съществуването ѝ са от последната четвърт на VIII, а последните – от XIV век. Длъжността придобива голямо значение през X век, когато за дълъг период империята се управлява фактически от паракимомените Йосиф Вринга и Василий Лакапин. Преди тях паракимомен е и Василий Македонец, преди да стане император.